# Marc Victor
Œuvres principales
- Kaboul Kitchen
- Le Bout du monde
- Des hommes sans nom

Marc Victor, né le 3 mars 1961 à Toulouse, est un scénariste, écrivain, et journaliste français . Il est le cocréateur, avec Jean-Patrick Benes et Allan Mauduit, de la série Kaboul Kitchen diffusée sur Canal+ depuis février 2012 ,. Cette comédie dramatique de 12 épisodes s'inspire de son expérience de patron de L'Atmo, célèbre bistrot de Kaboul, Afghanistan, où se retrouvait la communauté internationale, entre 2004 et 2008,.
Marc Victor est l'auteur du roman Le Bout du monde (JC Lattès), prix des Lecteurs de L'Express et, avec Hubert Maury, du roman d'espionnage Des hommes sans nom (Gallimard), grand prix de l'Académie du renseignementet Prix Polar de la ville de Neuilly-sur-Seine.

## Œuvres

### Romans
- Kanitha[10], L'Harmattan, 2000, 220 p.  (ISBN 2-7384-9858-2)
- Regrets éternels, Éditions Mutine, 2002, 223 p.  (ISBN 978-2-911573-26-2)
- Le Bout du monde, Jean-Claude Lattès, 2016, 400 p.  (ISBN 978-2-7096-4748-9)
- Des hommes sans nom, Gallimard, 2022, 320 p.  (ISBN 978-2-07-295014-8)Réédition, Gallimard, coll. « Folio policier » no 997, 2023, 336 p. (ISBN 978-2-07-303039-9)

### Romans jeunesse
- L'Énigme Chad Cooper[11], Paris, Chattycat, 2022, 160 p.  (ISBN 979-10-96106-93-6)
- Opération Niamey[12], série Caracal, Novel, 2023, 226 p.  (ISBN 978-2-494362-17-8)
- Mystère en mer Égée, série Caracal, Novel, 2024, 224 p.  (ISBN 978-2-494362-51-2)

### Essais
- Patrick Bernard " Peuples d’Indochine", avec la participation de Marc Victor, Éditions Anako, Fontenay-sous-bois, 2000  (ISBN 978-2907754484)
- La Transorientale, de Saint-Pétersbourg à Pékin, une aventure hors du commun, Paris, Éditions EPA, 2008  (ISBN 978-2851207081)

## Filmographie
- 2012 : Kaboul Kitchen, série créée avec Allan Mauduit et Jean-Patrick Benes
- 2014 : Kaboul Kitchen, Saison 2
- 2017 : Kaboul Kitchen, Saison 3

## Récompenses et distinctions
- Prix FIPA d'or 2012 de la meilleure série et du meilleur scénario pour Kaboul Kitchen[13]
- Grand prix 2014 du Seoul International Drama Awards pour Kaboul Kitchen[14]
- Prix des Lecteurs de L'Express
- Grand Prix de l'Académie du renseignement
- Prix Polar de la ville de Neuilly-sur-Seine